# Sandubaya
Sandubaya is een bestuurslaag in het regentschap Oost-Lombok van de provincie West-Nusa Tenggara, Indonesië. Sandubaya telt 5562 inwoners (volkstelling 2010).